# Insulele Agalega
Insulele Agalega sunt două insule în Oceanul Indian care formează o dependență a statului Mauritius. Insulele ce alcătuiesc dependența sunt Insula de Nord (14,3 kmp) și Insula de Sud (9,7 kmp) și se află la o distanță de 1100 km nord de Mauritius. Reședința dependenței este localitatea Vingt Cinq, situată pe Insula de Nord. Alte localități: La Fourche, tot pe Insula de Nord și Sainte Rita, pe Insula de Sud. Suprafața de 70 kmp dată de autoritățile statului Mauritius este neconformă cu calculele realizate pe baza imaginilor din satelit.